# Ebo (Michelsberg)
Ebo († 1163) war ein deutscher Mönch und Biograph des Bischofs Otto von Bamberg.
Ebo war schon vor 1139 Mönch im Kloster Michelsberg. Zwischen 1151 und 1159 verfasste er eine Beschreibung des Lebens Bischof Ottos von Bamberg († 30. Juni 1139). Er stützte sich dabei auf die Vita Ottos des Prüfeninger Mönches (Bibliothekar Wolfger?) und die heimische Klosterüberlieferung.